# Betto di Alliata
Betto di Alliata (Pisa, XIII secolo – Pisa, 16 marzo 1330) è stato un politico, diplomatico e mercante italiano.

## Biografia
Mercante e ricco capostipite degli Alliata, una famiglia di antiche origini pisane. Intrattenne numerosi rapporti commerciali con la Sardegna, all'epoca sotto il dominio della Repubblica Pisana, con Ancona, con Firenze, con Cipro, con la Provenza, con l'Italia meridionale, con l'Africa settentrionale e persino con l'Oriente.
Fu socio di numerose società commerciali. Fu spesso a Cipro, effettuando pagamenti, prestiti e commerciando grano e vino. Commerciò inoltre legname proveniente dalla Provenza.
Ebbe importanti cariche amministrative, grazie alla sua competenza riguardo alle questioni finanziarie di interesse pubblico, spesso incaricato per l'appalto delle gabelle e per il commercio del grano. Fu almeno una volta sottoposto a sentenza per via di un ammanco, ma ne risultò innocente. Tra le mansioni politiche fu rappresentante degli uomini di Castel di Castro (lì possedendovi terre e fondaci ed essendone per un certo periodo anche castellano) presso il Comune di Pisa, ambasciatore presso Giacomo II d'Aragona e Roberto d'Angiò, anziano del popolo, e poi priore degli Anziani per molti anni fino alla sua morte.